# 小杓鹬
小杓鹬（学名：Numenius minutus）为鹬科杓鹬属的候鸟。是一種涉禽，屬於大型鳥類家族——鷸科。牠是非常小型的杓鷸，在西伯利亞的遠北地區繁殖。牠與北美洲的愛斯基摩杓鷸關係密切。在中国大陆，分布于东部沿海等地。该物种的模式产地在澳大利亚。

## 詞源
“curlew”這個詞模仿了大杓鷸的叫聲，但可能受到古法語corliu“信使”的影響，該詞來自courir ，意為“奔跑”。它首次記錄於1377年，出現在威廉·朗蘭的耕者皮爾斯一書中。屬名Numenius來自古希臘語noumenios，這是一種米利都的赫西丘斯提到的鳥類。由於該詞似乎來源於neos，意為“新”，和mene，意為“月亮”，指的是新月形的喙，因此它與杓鷸有關。物種名稱來自拉丁語minutus，意為“小”。

## 描述
牠主要是灰棕色，包括翼下覆羽，腹部為白色，且作為杓鷸，喙相對較短並且彎曲。牠的頭部圖案類似於中杓鷸，有頭頂和眉紋條紋。叫聲是一種重複的哨音。牠是最小的杓鷸物種，平均長度為28—31 cm（11—12英寸），平均翼展為68—71 cm（27—28英寸），平均重量為175克（6.2盎司）。

## 行為
這是一種強烈的遷徙物種，冬季在澳大拉西亞越冬。牠在西歐洲是非常罕見的迷鳥，包括2010年9月在比利時的布蘭肯貝赫出現過一次。在2019/2020年冬季，有人在荷蘭觀察到這種鳥。

### 繁殖
這種鳥類在河谷中的森林空地上形成鬆散的繁殖群落。巢穴是一個地上的凹坑。牠在內陸的草地、耕地或近淡水處越冬，主要在澳大利亞北部，也會遠至南澳大利亞州的聖基爾達。牠是群居的，會形成相當大的鳥群。這種鳥類通過在軟泥中探尋小型無脊椎動物來覓食。

## 保护
- 中国国家重点保护动物等级：二级